# Carta a la señora Cristina de Lorena, gran duquesa de Toscana
La Carta a la señora Cristina de Lorena, gran duquesa de Toscana (título original: Lettera a Madama Cristina di Lorena granduchessa di Toscana) es una carta escrita por el astrónomo, científico e intelectual Renacentista Galileo Galilei, en la que trata el problema de la religión y la ciencia. Por ello mismo se trata de un material sobre crítica textual, con valor literario e incluso teológico (aunque no para la época en que se redactó). La misma está dirigida a uno de los protectores de Galileo, la duquesa Cristina de Lorena, a cuyo ducado pertenecía Pisa, de donde era oriundo el propio Galileo.

## Marco

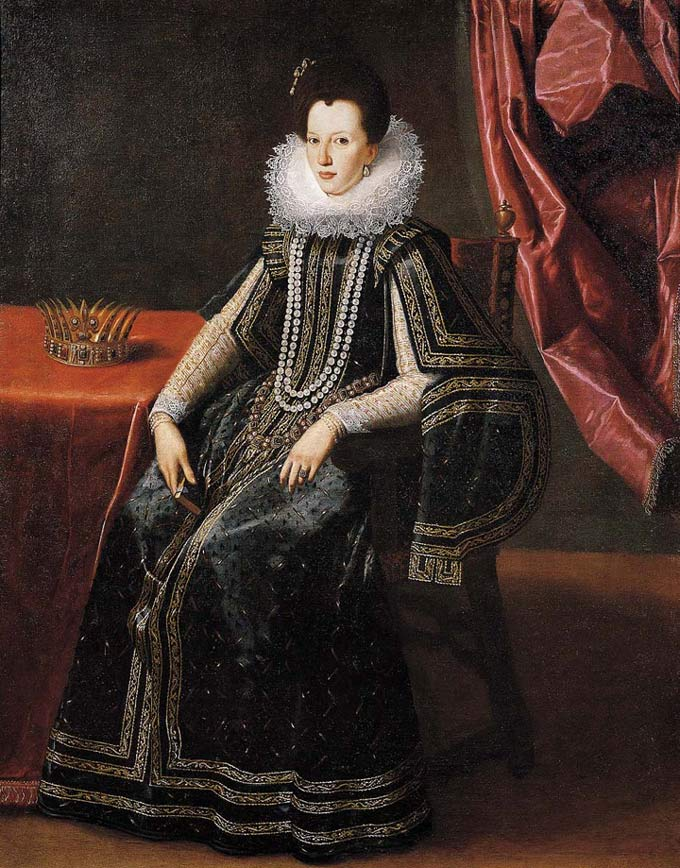
Retratos de Italia del (femenino)

La carta fue escrita hacia 1615, en medio de los sucesivos ataques a su persona. Estos ataques empiezan antes, con el significativo resultado de que Galileo es investigado desde 1611 por la Inquisición lo que apareja la censura de la teoría copernicana en el año 1616, y culmina con su condena a prisión perpetua, conmutada por el Papa a arresto domiciliario, en 1633. La obra es publicada, por primera vez, recién en el año 1636. Se debe considerar en la trama de los ataques a Galileo, tanto de parte de sus detractores como de él mismo, los celos y la vanidad intelectual, así como también los bandos enfrentados que se van sucediendo: sus partidarios y sus detractores.

## Los argumentos de Galileo
Observa que los ataques a sus investigaciones astronómicas han sido realizados más por amor a la opinión que al conocimiento. Según él, sus acusadores actúan con mala fe, porque aun sabiendo que sus argumentos son patrimonio de Copérnico se los quieren atribuir a él. 
Asimismo, destaca que al atacar sus investigaciones, las doctrinas de Copérnico, por ejemplo la reforma del Calendario Eclesiástico, promovidas por la Iglesia, también se vendrían abajo.
La defensa que realiza de sí mismo está fuertemente apoyada en los Padres de la Iglesia, con especial atención a Agustín de Hipona y a su obra Del Génesis a la letra.
Sugiere que las Escrituras se atienen de hablar de la naturaleza y que las leyes de la naturaleza, al no preguntarse por aquello que no está al alcance del entendimiento estarían más en conformidad con el Verbo. Por ello, apoyándose en Tertuliano, sugiere que Dios se revela mejor en la naturaleza que en las Escrituras. 
Además deja claro que las Escrituras poco dicen de astronomía y que no por nada Dios dotó al hombre de sentidos.
Agustín, quien es citado a repetición —y hasta más de una vez algunos pasajes son repetidos en el cuerpo de esta carta— considera que la astronomía es una materia profana e inútil y, por lo tanto, Galileo, entiende que por ello sus investigaciones no tienen relación con la salud de las almas, ni las perjudican. 
Asimismo Agustín habría dicho que cuando las Escrituras se mostraran contrarias a las evidencias eso se debería más a la interpretación de los hombres que a las Escrituras mismas.
Galileo cita uno de los célebres pasajes del Eclesiastés en el que se sostiene que Dios dispuso todo para que el hombre no "halle la Obra" y por lo tanto no debe detenerse el ingenio humano. También sugiere que se restrinja la opinión de los ignorantes en las materias astronómicas ya que así comprometen la verdad de las Escrituras. Para este argumento se sostiene en San Jerónimo.
Galileo, prudentemente, y sin cejar en su intransigencia, va por más. Considerada la teología como ciencia reina, la pone, sutilmente, en duda, al entender que el sentido de "ciencia reina" le cabe a la teología por la "sublimidad de su objeto". Los ministros y profesores "rebajarían" la ciencia reina al arrogarse el derecho de dictar fallos sobre disciplinas que no han estudiado. Apela a que la idea de que dos verdades (la verdad revelada y la verdad natural) no pueden contradecirse nunca, y por ello, cuando las proposiciones naturales se muestren demostrables, ayudan a la mejor interpretación de las Escrituras.
Le parece comprensible que, debido a la oscuridad de las Escrituras, el pueblo las entienda como las entiende, y literalmente, ya que incapaz de apreciar la evidencia de la movilidad de la Tierra y demás observaciones por carecer de medios sutiles, así no se perturba su fe. Acepta que los Padres sostuvieron la estabilidad de la Tierra, pero alega que eso se debe a que no tuvieron tiempo de ocuparse en esos temas y,  que, inclusive, ellos tampoco se ponen de acuerdo entre sí. Dionisio Areopagita, otra de las autoridades de que echa mano, sostenía que en el caso de Josué (Libro de Josué), cuando éste detuvo el sol, no fue el sol el que se detuvo sino el primer móvil. Esta apreciación era, según Galileo, más coherente con los datos naturales y por ende con la teoría copernicana. Para Galileo esta última ilumina la interpretación literal de las Escrituras puesto que, como se dice en el Libro de Josué, al detener el sol, con ello también se detenía el sistema completo. También declara que se somete a las opiniones de los sabios teólogos siempre y cuando estos estén versados en las observaciones astronómicas.
Sus argumentos más fuertes provienen de su referencia a Agustín; uno de ellos: cuando las proposiciones naturales no sean "evidentísimas" no van en contra de la fe. A su vez, Agustín había alertado de que los cristianos hacen mal en basar sus sentencias solo sobre las Escrituras ante infieles versados y no en estudios porque aquellos que dominaran materias, aun cuando herejes, podrían poner en ridículo la investidura cristiana. Por último, deja en claro que la atribución de condenar proposiciones como heréticas, como ha resultado con su caso, corresponde a la instancia del Concilio y al Papa.

## Origen de la carta a la señora Cristina de Lorena. Gran duquesa de toscana
El contexto se centra en un escenario en donde la teoría copernicana del movimiento de la tierra alrededor del Sol y el movimiento de rotación de la Tierra, es defendido por el Florentino, asimismo, plantea argumentos aludiendo las falsas interpretaciones hechas por los teólogos sobre las sagradas escrituras en relación con la teoría Copernicana.

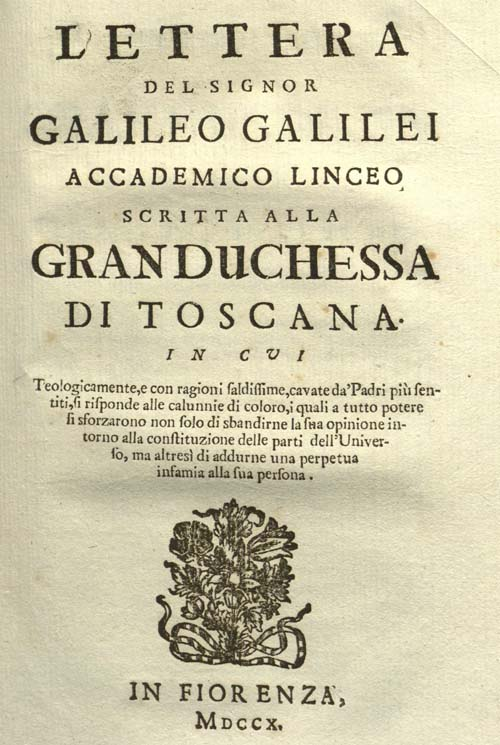
Cover of Galileo's Letter to the Grand Duchess Christina

Las cartas enviadas por Galileo tenían dos finalidades, en primer lugar comunicar hallazgos, opiniones y argumentos que permitieran a Galileo hacer contactos con la alta sociedad, y las personas más influyentes, y en segundo lugar, utilizar dichas cartas como método para divulgar sus pensamientos a personas con saberes públicos y de tal manera ganar adeptos a esta nueva ciencia.
La carta a la Señora Cristina de Lorena inicialmente sería dirigida al Padre Benedetto Castelli (1578-1673) amigo colega y discípulo de Galileo, sin embargo, según Moisés González en su libro titulado Galileo Carta a Cristina de Lorena manifiesta que debido a una discusión en la Gran Corte del Duque de Toscana, por parte de Cosimo Boscaglia quien aludiría (sin estar presente Galileo) que las teorías del Florentino sobre movimiento de la tierra contrariaba a las interpretaciones de las Sagradas Escrituras, conllevaría que la Gran Duquesa quien sí estaba presente pidiese a Castelli que conciliará los argumentos de su maestro con los de las Sagradas Escrituras, en particular sobre el pasaje Bíblico en el que Josué había hecho el milagro de que el Sol se detuviese. A este evento Moisés Gonzales responde:
“Parece que la fuerza puesta por Castelli en la discusión y sus argumentos convencieron a todos, excepto a Boscaglia y a la Gran Duquesa”
Esto conllevó que Galileo elaborará una carta a Castelli el 21 de diciembre de 1613 con la finalidad de argumentar que los aspectos Bíblicos no pueden ser alterados por conocimientos científicos, dicha carta viajó por toda Italia y conllevó que los enemigos de Galileo la leyeran, entre ellos los miembros de la Inquisición de Roma.
Posteriormente Galileo en vista de que sus argumentos podían ser tergiversados, redactaría un nuevo documento, sólido, extenso y claro en forma de carta que enviaría a Cristina de Lorena para eliminar alguna duda sobre los pensamientos del Florentino. Si bien no se conoce la época en que esta carta fue escrita se supone que fue terminada dos años después de la carta enviada a Padre Benedetto Castelli, es decir en 1615.

## Galileo en la Carta
La carta alude inicialmente a nuevos descubrimientos encontrados por Galileo en el momento de colocar el telescopio y observar lo que a simple vista es inobservable, cuatro pequeños objetos que giran alrededor de uno más grande, pues el Florentino a partir de sus observaciones realizadas desde 1610 encontraría que Júpiter tiene cuatro lunas como la Tierra tiene una, y que estas lunas, denominadas lunas galileanas, no giraban alrededor de la Tierra, contradiciendo el modelo geocéntrico instaurados por más de dos milenios, desde Aristóteles y colocando a su favor el modelo copernicano.
Era pues necesario demostrar que la ciencia hacia parte de la vida humana, “para que el hombre dejara de creer en algunas cosas era preciso que germinara en él la fe confusa en otras”. De esta manera Galileo argumentaría que los temas religiosos concernientes con interpretaciones realizadas por teólogos sobre pasajes bíblicos, que contradijeran conocimientos científicos no deberían ser interpretaciones literales sino más bien interpretaciones metáforicas, para que de esta manera las disciplinas científicas no atacarán a la Religión. Pero algunos adversarios de Galileo utilizarían las Sagradas escrituras para condenar a Copérnico y de paso debilitar los hallazgos y conocimientos del Florentino:
“…qué leyendose en muchos párrafos de las Sagradas Escrituras que el Sol se mueve y la Tierra se encuentra inmóvil y no pudiendo ellas jamás mentir o errar, de ahí se deduce que es errónea y condenable la afirmación de quien pretenda postular que el Sol sea inmóvil y la Tierra se mueva…”

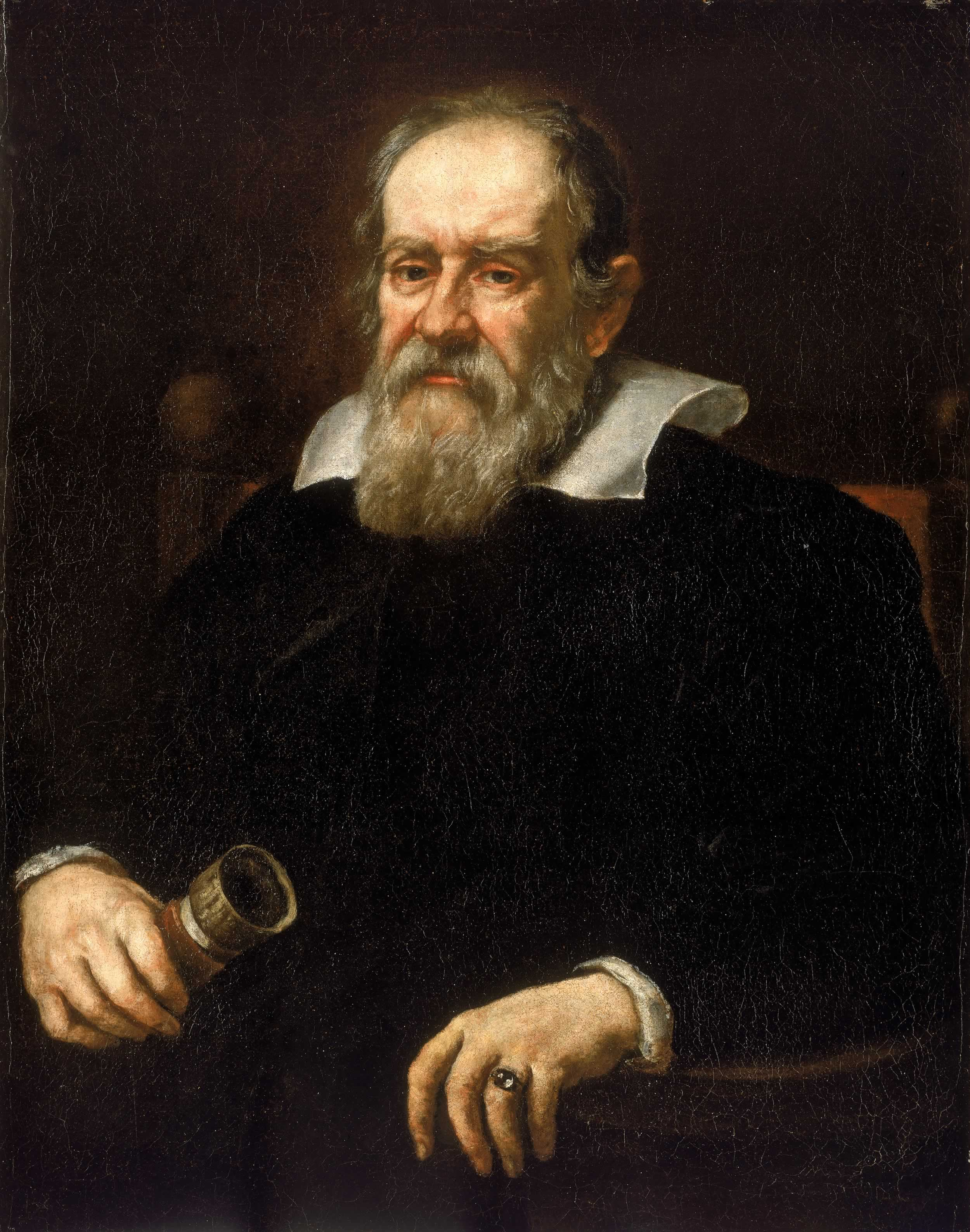
Justus Sustermans - Portrait of Galileo Galilei, 1636

Era necesario que Galileo planteara un nuevo giro a la discusión, ya que si sus enemigos utilizaban las interpretaciones Bíblicas su teoría sobre el movimiento de la tierra y modelo heliocéntrico estaría obsoleta, de esta manera, Galileo sustentaría tres posibles soluciones.
Primero que el problema no eran las Sagradas Escrituras sin más bien las personas encargadas de interpretarlas, ya que dichas interpretaciones no se acoplaban con una demostración o experiencias.  Segundo que las demostraciones y argumentos sobre el sistema Copernicano y el movimiento de la tierra no eran correctas, y tercero que las Sagradas Escrituras debieron escribirse para cualquier tipo de persona en un lenguaje sencillo y bajo experiencias sensoriales, por lo tanto, si se hubiese colocado que la tierra se mueve y que todo gira alrededor del Sol cuando sus ojos ven que la tierra no se mueve y que todo gira alrededor de ella, su entendimiento no sería acorde con su experiencia y esté no es el principal objetivo de las Sagradas Escrituras. Ya que “La biblia nos enseña a llegar al cielo, más no como funciona el cielo”
Si bien Galileo estaba caminando sobre delgadas películas de hielo, sus consideraciones sobre las interpretaciones de las Sagradas escrituras no eran suficientes y estas debían ser avaladas por autoridades eclesiásticas, de tal manera Galileo citaría constantemente en la carta a San Agustín:
“Si ocurriera que las autoridades de las Sagradas Escrituras se mostrara en oposición con una razón manifiesta y segura, ello significaría que quien interpreta la Escritura no la comprende de manera conveniente; no es el sentido de la escritura el que se opone a la verdad, sino el sentido que él ha querido atribuirle; lo que se opone a la Escritura, no  es lo que en ella figura, sino lo que él le atribuye, creyendo que eso constituida su sentido” (Epístola Séptima, AD Marcellinum).
Claramente se ve la importancia de Galileo de sentir un respaldo por medio de algún miembro de la comunidad Cristiana, siempre y cuando la exégesis le permitiera al florentino recatar el libro de Copérnico del Índex.
“El espíritu Santo no ha querido enseñarle al cristiano si el cielo se mueve o está quieto, si la Tierra tiene la forma de una esfera o la de un disco, si la tierra está en el centro o aun lado de este disco si el Sol es el que se mueve alrededor de la tierra o al contrario” (Epístola Séptima, AD Marcellinum).
La gran dificultad de Galileo fue realizar interpretaciones propias, ya que esto disgustaría mucho a los Teólogos, en particular aquella interpretaciones sobre el pasaje Bíblico del milagro Josué 10, 12,14 en donde Josué en medio de una batalla pide a Jehová detener el Sol para continuar vengándose de sus enemigos, a continuación un fragmento del pasaje Bíblico:
"Sol detente en Gaabón.
Y tú Luna en el valle de Ajalón
Y el sol se detuvo, la luna se paró, Hasta que la gente se hubo vengado de sus enemigos."
Esto conlleva que sí Galileo tenía razón y el sol es estático entonces el milagro de Josué no era real, y Galileo estaría negando un milagro. 
Cuando el florentino se dio cuenta de la magnitud del problema en el que se había metido, empleo sus habilidades discursivas para encontrar un argumento a favor y salir bien librado, planteando que en el pasaje cuando Josué pide que se detenga el Sol y la Luna en realidad pidió que se detuviera todo, es decir, el Sol, la Luna, y el Tiempo. 
Tal como escribió en la carta sobre la petición de Josué a Dios:
“…Pero como sus palabras se dirigían a un pueblo que sin duda no conocía otros movimientos celestes que ese movimiento vulgarísimo de oriente a occidente, se adecuó a sus capacidades, y como no tenía la intención de enseñarles la constitución de las esferas celestes, sino que simplemente quería hacerles comprender la grandiosidad del milagro que representaba ese alargamiento del día, les habló conforme a su capacidad”

## La perspectiva actual sobre el conflicto con Galileo, la ciencia y el pasaje bíblico
En ese tiempo la visión Copernicana (la teoría heliocéntrica) respaldada por Galileo era: un Sol quieto y planetas girando alrededor. Galileo, entendiendo que aunque las Escrituras, que han sido inspiradas por el Espíritu Santo y por eso no pueden errar, no son un manual de Astronomía, pero tampoco deben contradecir la evidencia científica, postula como alternativa que el Sol, aunque está quieto en un lugar del cielo, sin embargo, rotaría sobre su centro de masa, y que ese giro sobre sí mismo es el impulso que le daba al resto del sistema solar (incluida la Tierra) para girar alrededor de él. Y al detenerse, se detienen todos los demás.
Así dice en la carta:
"Así pues, puesto que el Sol es a la par fuente de luz y principio de los movimientos, cuando Dios quiso que ante la orden de Josué todo el sistema del mundo permaneciera inmóvil durante numerosas horas en el mismo estado, le bastó con detener al Sol. En efecto, desde que éste se detuvo, todos los otros movimientos se detuvieron. La Tierra, la Luna y el Sol permanecieron en la misma posición, así como todos los otros planetas; durante todo ese tiempo, el día no declinó hacia la noche, sino que se prolongó milagrosamente: y fue así que, deteniendo al Sol, sin alterar para nada las posiciones recíprocas de las estrellas, resultó posible que se alargara el día sobre la Tierra, lo que concuerda exactamente con el sentido literal del texto sagrado."
Era una salida elegante que dejaba bien parada a las Escrituras en las que él creía fervientemente y a la ciencia del momento que también amaba, ya que de esa manera sería cierto que el Sol se detuvo (en su movimiento de giro) como dice el libro de Josué, lo que producía que la tierra también se detenga, respaldando el concepto de que la Tierra era la que se movía, como decía la visión copernicana.
Pero no solo se equivocaban los teólogos que interpretaban que la Tierra estaba quieta y el Sol giraba alrededor; también se equivocaba Galileo al considerar que el Sol estaba quieto (no se trasladaba) en forma absoluta en un lugar del espacio y que su movimiento de rotación generaba el movimiento del resto del sistema solar. Hoy la comunidad científica sabe que no existe un objeto en el universo absolutamente quieto y que el movimiento de un objeto siempre es relativo a un sistema de referencia, que, aunque también se mueve respecto de otros objetos, se lo considera como si estuviera quieto, para simplificar el estudio del objeto en cuestión. Es decir que todo movimiento es aparente y relativo. Así, el Sol junto con todos su sistema planetario también se mueve respecto de un punto cercano al centro de la Vía Láctea, la que a su vez se mueve en la expansión del universo, postulada por el belga Georges Lemaître. Por lo tanto, los científicos cuando describen y estudian el movimiento de un objeto lo hacen en relación con un sistema de referencia arbitrario al que suele denominarse "sistema de referencia del laboratorio" (S.R.L.).  Un lápiz apoyado sobre una mesa está quieto respecto del piso y las paredes, y por ende, de la Tierra. Sin embargo, si consideramos al Sol como centro de referencia (usando las coordenadas heliocéntricas), el lápiz se mueve junto con la Tierra respecto del mismo. Pero generalmente se usa el sistema de referencia que hace más sencilla la descripción del movimiento o reposo del lápiz (es decir, la habitación o la Tierra) y, además, porque es el marco en el que se desarrollan los acontecimientos. Desde este modelo científico ahora tiene sentido decir que el Sol se detuvo (y no hay necesidad de invocar al movimiento de giro sobre sí mismo, que también existe, ni atribuirle erróneamente a dicho giro el movimiento de la Tierra), ya que el sistema de referencia era el lugar donde se desarrollaba la batalla: la Tierra. Durante casi un día el Sol estuvo fijo en determinadas coordenadas geocéntricas (latitud y longitud o ascensión recta y declinación).
Es de destacar que el movimiento de giro del Sol sobre sí mismo es real (tardando cerca de 27 días), pero no es el responsable del giro de los planetas. Aquí Galileo erra, pero vislumbra la importancia del Sol en el movimiento de los planetas, el cual verdaderamente es, ya no debido a su propio movimiento, sino a su masa, que al interactuar con las masas de los planetas por medio de la fuerza gravitatoria postulada por Isaac Newton unos años después, y su ley de gravitación universal, regula dichos movimientos.
De cualquier manera es muy valiosa la contribución de Galileo porque sostiene que aunque parezca que haya contradicción entre ciencia y Biblia, él asegura que tal contradicción es aparente, ya sea debido a una mala interpretación de las Escrituras o a una mala interpretación de los hechos de la naturaleza; y que a la postre dicha contradicción se disipará, lo cual ha sucedido. Las Escrituras dicen que el Sol se detuvo (que no es lo mismo que decir que la Tierra está absolutamente quieta en el centro, como postulaban Claudio Ptolomeo y Aristóteles) y la ciencia dice que un objeto está quieto respecto de un sistema de referencia si sus coordenadas con respecto al mismo no cambian con el tiempo (que no es lo mismo que decir que el Sol está absolutamente quieto, no se traslada, como creían Copérnico y Galileo). Ambas tienen razón y confirman la concordancia entre la ciencia y el pasaje bíblico conforme a lo postulado por Galileo.